# Jukka Honkavuori

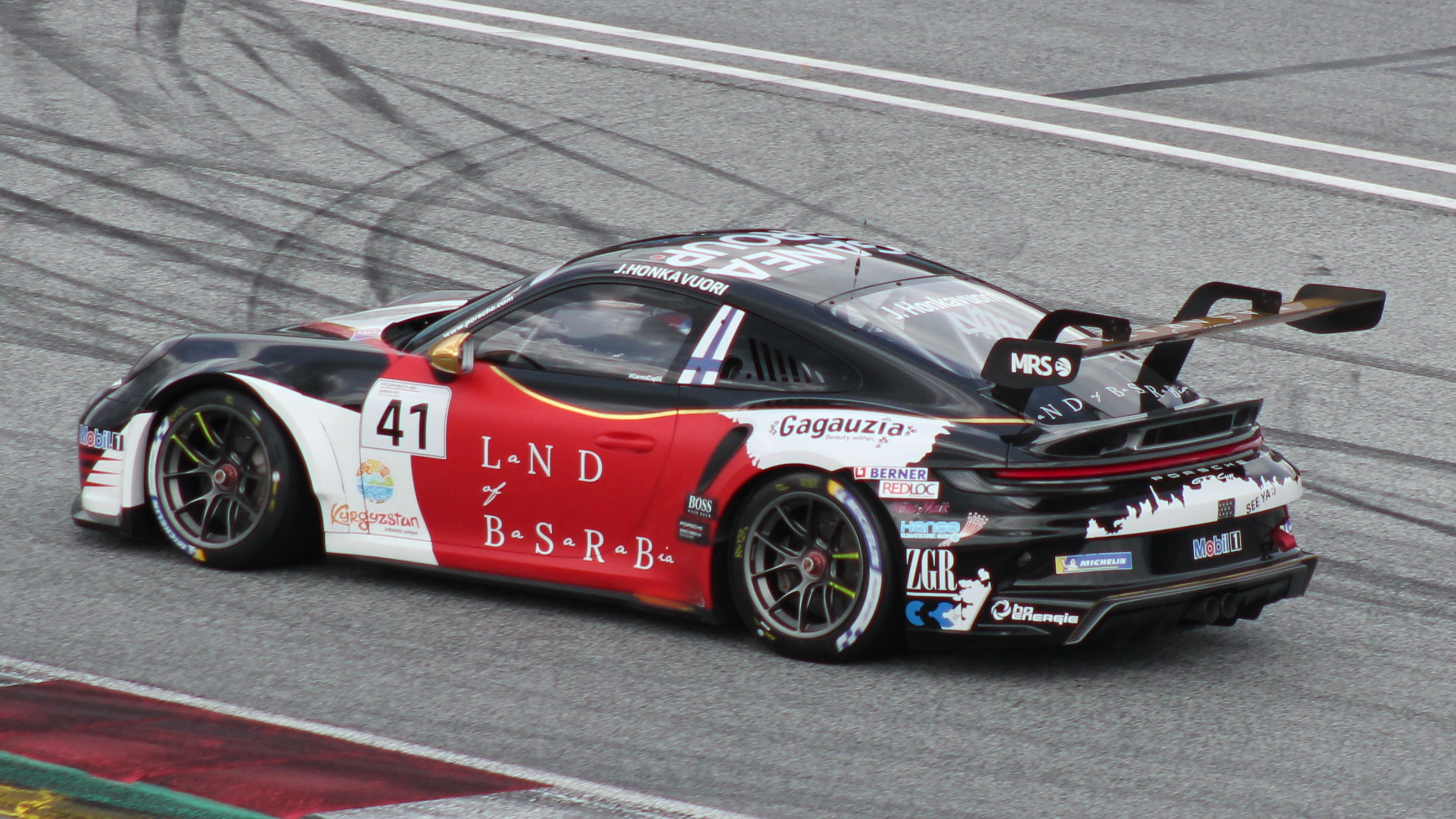
Jukka Honkavuori 2021 beim Porsche Carrera Cup Deutschland auf dem Red Bull Ring

Jukka Honkavuori (* 19. September 1991) ist ein finnischer Automobilrennfahrer.

## Karriere

### Kart- und Formelsport
Jukka Honkavuori begann seine Fahrerlaufbahn im Kartsport und fuhr dort 2005 und 2006. 2007 wechselte er in den Formelsport. Zwei Jahre fuhr er in der Formel Ford Malja und gewann 2008 die Meisterschaft. Parallel dazu startete er 2007 in vier Rennen der Formel Ford NEZ.
In der Saison 2009 ging er in verschiedenen nordeuropäischen Formel-Renault-Rennserien an den Start. In der Finnischen Formel Renault 2.0 gewann er sechs von zehn Rennen und so den Meistertitel. Im folgenden Jahr startete er im Formel Renault 2.0 Eurocup und wurde Zehnter im Gesamtklassement.
Seine letzte Saison im Formelsport bestritt Honkavuori 2011 in der indischen MRF Challenge Formula 1600. Dort erreichte er den dritten Platz in der Endwertung.

### GT-Motorsport
2014 fuhr er in der finnischen Porsche Sprint Challenge NEZ und sicherte sich dort die Meisterschaft. Nach einer Pause ging er von 2019 bis 2022 im Porsche Mobil 1 Supercup an den Start. Dort erreichte er 2020 mit dem 13. Platz sein bislang bestes Saisonergebnis.
Im Porsche Carrera Cup Deutschland startet er seit 2020 und erzielte mit dem Team MRS GT-Racing in dem Jahr mit dem 11. Rang seine beste Gesamtplatzierung in der Rennserie.

### Langstreckenrennen
Seit 2017 fährt Honkavuori auch Langstreckenrennen. Sein erstes Rennen fuhr er mit einem Porsche Cayman GT4 in der Touring Car Endurance Series der 24H Series. Von 2019 bis 2022 ging er jeweils zu einem Rennen in der 24H GT Series mit Porsche-911-GT3-Cup-Rennwagen an den Start.